# みちのく号 (高速バス)
みちのく号（みちのくごう）とは、岩手県盛岡市、矢巾町と秋田県鹿角市、大館市を結ぶ高速バスである。

## 概要
東北新幹線開業に伴い運行開始。運行開始当初は秋北バスと岩手県北バスの共同運行だったが、後に岩手県交通が参入し3社共同運行となった。鹿角市内を通過するスーパー便や花輪発着便を設定した時期もあったが、すべて花輪経由便に統合されている。なお、2015年3月13日の運行をもって岩手県交通は撤退し、再び2社共同運行となっている。

## 運行会社
- 秋北バス
- 岩手県北自動車

### 過去の運行会社
- 岩手県交通 - 2015年3月13日の運行をもって撤退

## 運行経路
クローズドドアシステムで、八幡平市内・鹿角市内以外は乗車専用または降車専用になっている。
○：乗車専用、●：降車専用、◎：乗降とも可能（ただし鹿角あんとらあ前 - 鹿角花輪駅前間だけの乗車はできない）、
□：一部便のみ停車（乗車専用）、■：一部便のみ停車（降車専用）、△:一部便のみ停車（乗車専用、岩手医大病院・杜の道南発着便は通過）、▲:一部便のみ停車（降車専用、岩手医大病院・杜の道南発着便は通過）｜：通過、休：休憩
| 停留所名                               | 大館行 | 盛岡行 |        | 所在地       | 所在地 |
| -------------------------------------- | ------ | ------ | ------ | ------------ | ------ |
| 岩手医大病院                           | □      | ■      | 岩手県 | 紫波郡矢巾町 |        |
| 杜の道南（イオン盛岡南）               | □      | ■      | 岩手県 | 盛岡市       |        |
| 盛岡バスセンター（構内5番のりば）      | △      | ▲      | 岩手県 | 盛岡市       |        |
| 盛岡駅（バスターミナル西口22番のりば） | ○      | ●      | 岩手県 | 盛岡市       |        |
| 前潟（イオンモール盛岡前）             | ○      | ●      | 岩手県 | 盛岡市       |        |
| 盛岡IC（東北道）                       | ｜     | ｜     | 岩手県 | 盛岡市       |        |
| 安代JCT                                | ｜     | ｜     | 岩手県 | 八幡平市     |        |
| 安代（テレトラック安代前）             | ◎      | ◎      | 岩手県 | 八幡平市     |        |
| 田山（東北道）                         | ◎      | ◎      | 岩手県 | 八幡平市     |        |
| 湯瀬（東北道）                         | ◎(休)  | ◎(休)  | 秋田県 | 鹿角市       |        |
| 鹿角八幡平IC（東北道）                 | ｜     | ｜     | 秋田県 | 鹿角市       |        |
| 鹿角あんとらあ前                       | ◎      | ◎      | 秋田県 | 鹿角市       |        |
| 鹿角花輪駅前                           | ◎      | ◎      | 秋田県 | 鹿角市       |        |
| 高速けまない                           | ◎      | ◎      | 秋田県 | 鹿角市       |        |
| 大滝温泉                               | ●      | ○      | 秋田県 | 大館市       |        |
| 比内町入口                             | ●      | ○      | 秋田県 | 大館市       |        |
| 高速大館（鍛冶町）                     | ●      | ○      | 秋田県 | 大館市       |        |
| いとく大館ショッピングセンター北口     | ●      | -      | 秋田県 | 大館市       |        |
| 大館駅前                               | ●      | ○      | 秋田県 | 大館市       |        |
| いとく大館ショッピングセンター北口     | -      | ○      | 秋田県 | 大館市       |        |

### 過去の運行系統
盛岡 - 大館・鷹巣系統（大館 - 鷹巣間）
（盛岡駅前 - ）大館駅前 - 商業高校前 - 中立花 - 学校前 - 早口 - 糠沢 - 大太鼓の館 - 鷹巣駅前
スーパー便
盛岡駅前 - 前潟 - 湯瀬PA - 十和田IC - 大滝温泉 - 比内町入口 - 秋北バスターミナル - 駅前ステーション - 大館駅前

## 運行回数
- 1日14往復（秋北7、県北7）。

## 歴史
- 1982年（昭和57年）6月23日 - 秋北バス・岩手県北バスの2社で運行開始（6往復）。
- 1986年（昭和61年）7月1日 - 2往復増便され、1日8往復となる。
- 1987年（昭和62年）頃 - 2往復増便され、1日10往復となる。
- 1988年（昭和63年）12月21日 - 2往復増便され、1日12往復となる。
- 1991年（平成3年）頃 - 岩手県交通が参入（1往復）。1日13往復となる。
- 1998年（平成10年）12月8日 - スーパー便（4往復）、花輪駅前発着便（5往復）、在来便（10往復）の体制となる。
- 1999年（平成11年）9月1日 - みちのく号と東北新幹線を利用する大館－仙台・東京間往復割引切符発売開始[2]。
- 2000年（平成12年）頃 - 花輪駅前発着便の安代停車開始。
- 2002年（平成14年） - スーパー便、花輪駅前発着便を各1往復に減便。在来便13往復と合わせ、1日15往復となる。
- 2004年（平成16年）4月1日 - 秋北バス担当便の一部（3往復、うち1往復スーパー便）が鷹巣駅前発着となる。
- 2005年（平成17年）3月1日 - 鷹巣駅前発着便、スーパー便、花輪駅前発着便が廃止され、1日14往復となる。「前潟（イオン盛岡）」への停車を開始。
- 2006年（平成18年）4月1日 - 「松の木」バス停への停車を廃止、「高速けまない」バス停を新設。
- 2008年（平成20年）4月1日 - 「道の駅かづの」の道路沿いに「鹿角あんとらあ前」バス停を新設。
- 2010年（平成22年）2月1日 - 「高速けまない」における乗降制限を撤廃、大館方面への乗降可能となる。
- 2010年（平成22年）4月1日 - 盛岡駅のりばを東口7番のりばから西口22番のりばに変更。
- 2011年（平成23年）
  - 2月1日 - 10枚綴り回数券の発売を開始。
  - 3月15日 - 同年3月11日に発生した東北地方太平洋沖地震の影響により運休していたが、この日より秋北バスが2往復で運行を再開（翌16日より3往復に増便、20日より各社とも通常運行）。
- 2013年（平成25年）
  - 3月16日 - 秋北バス便が「杜の道南」に停車。
  - 10月1日 - 秋北バスターミナルが廃止され、いとく大館ショッピングセンター北口に変更された[3][4]。
- 2014年（平成26年）4月1日 - 運賃改定[5]。
- 2015年（平成27年）3月14日 - 岩手県交通が撤退し、秋北バス・岩手県北バスの2社体制[1]（各7往復）に戻る。大館市の「大館鍛冶町」に「高速大館」バス停を新設。また大館発はいとくSC北口が始発となる[6]。
- 2019年（令和元年）6月21日 - 運賃改定。5回回数券・10回回数券を廃止、6回回数券の発売を開始[7][8]。
- 2020年（令和2年）
  - 4月25日 - 新型コロナウイルスの影響により、この日より当面の間1日7往復（秋北3、県北4）に減便[9][10]。
  - 6月19日 - この日より一部便が運行を再開、計1日11往復（秋北7、県北4）となる[11][12]。
  - 8月8日 - この日より同年8月16日まで減便を一時的に解除、1日14往復を運行[13]。
  - 8月17日 - この日より一部便を減便、計1日10往復（秋北6、県北4）となる[13][14]。
- 2021年（令和3年）
  - 6月16日 - この日より秋北バス担当の1往復が岩手医大病院まで延伸。折り返し便もこのバス停を始発とする[15]。
- 2022年（令和4年）
  - 3月12日 - 地域連携ICカードである『Shuhoku Orange Pass』（秋北バス）と『iGUCA』（岩手県北バス）のサービスを開始すると同時に、交通系ICカード全国相互利用サービスによるICカードの利用が可能となる[16][17]。
  - 10月5日 - この日より秋北バス担当の1往復が盛岡バスセンターまで延伸。折り返し便もこのバス停を始発とする[18]。
- 2024年（令和6年）8月9日 - 大館駅バスロータリーへの乗り入れ開始。これに伴い、駅前ステーションのバス停が廃止となる[19]。

## 乗車券
- 運賃は基本的に下車時精算。
- 片道乗車券は、乗車当日に秋北航空サービス大館営業所（いとく大館SC敷地内）[4]・花輪駅前案内所、岩手県北バス盛岡駅前案内所、盛岡駅西口バス待合室内券売機、JRバス盛岡駅前きっぷうりば券売機で発売。また、乗車1か月前より主な旅行会社でも取り扱う。
- 往復乗車券は、秋北航空サービス大館営業所・花輪駅前案内所、岩手県北バス盛岡駅前案内所、盛岡駅西口バス待合室内券売機、JRバス盛岡駅前きっぷうりば券売機で発売。秋北バスの各窓口では、往復乗車券の設定がある任意の区間で発売可能。
- 6枚綴り回数券（大人運賃・大館地区 - 盛岡地区：12,000円、鹿角地区 - 盛岡地区：10,000円）も各窓口および秋北バス本社（駅前ステーション）、車内で購入できる（二社共通）。

## ICカード
- 交通系ICカード全国相互利用サービスによるICカードが利用可能。
- 地域連携ICカードである『Shuhoku Orange Pass』（秋北バス）と『iGUCA』（岩手県北バス）の交通ポイント付与に関しては、『Shuhoku Orange Pass』で秋北バス便を利用した場合に限り、『iGUCA』で岩手県北バス便を利用した場合に限りそれぞれ付与される[16][17]。

## 利用状況
| 年度               | 運行日数 | 運行便数 | 年間輸送人員 | 1日平均人員 | 1便平均人員 |
| ------------------ | -------- | -------- | ------------ | ----------- | ----------- |
| 2002（平成14）年度 | 365      | 13,121   | 214,483      | 587.6       | 16.3        |
| 2003（平成15）年度 | 366      | 11,218   | 206,932      | 565.4       | 18.4        |
| 2004（平成16）年度 | 365      | 10,508   | 196,836      | 539.3       | 18.7        |
| 2005（平成17）年度 | 365      | 10,686   | 206,594      | 566.0       | 19.3        |
| 2006（平成18）年度 | 365      | 10,536   | 206,893      | 566.8       | 19.6        |
| 2007（平成19）年度 | 366      | 10,567   | 208,992      | 571.0       | 19.8        |

- 2007（平成19）年度の利用客数は、盛岡市が発着地となる高速バス路線の中ではアーバン号（盛岡市 - 仙台市）の25.7万人に次いで多かった。

## その他
- 「大滝温泉」バス停は、大滝温泉街およびJR花輪線大滝温泉駅と離れている。
- 期間限定でJR東日本で「みちのく&やまびこ往復きっぷ」が発売されていた。